# Nișcani
Nișcani è un comune della Moldavia situato nel distretto di Călărași di 1.854 abitanti al censimento del 2004